# 入来祐作
入来 祐作（いりき ゆうさく、1972年8月13日 - ）は、宮崎県都城市出身の元プロ野球選手（投手、右投右打）、プロ野球コーチ。現在は横浜DeNAベイスターズのコーチを務める。
兄は元プロ野球選手の入来智。弟・入来博之も元野球選手で、TDK硬式野球部に所属していた。

## 経歴

### プロ入り前
実父は元自衛官。小学校2年生の時に、兄・智が所属していた少年野球チーム「五十市タイガース」で野球を始めた。
中学進学後に野球部へ所属してからは、投手として完全試合を2,3回、ノーヒットノーランを6回記録。3年生の時には、全国26の高校から進学の誘いを受けるほど注目された。しかし、夏季休暇中に、兄・智が所属していた三菱自動車水島硬式野球部（現・三菱自動車倉敷オーシャンズ）の練習へ参加。智の勧めで紅白戦に登板したところ、1イニングを三者凡退に抑えた。この光景を井元俊秀（当時はPL学園高等学校硬式野球部スカウト、元・同部監督）が見ていたことから、同部のセレクションを受験。セレクションでの合格を経て、同校へ進学。
PL学園高校時代は、中村順司監督の下でプレー。PL学園在校時、2学年上に宮本慎也が、1学年上に野々垣武志が、1学年下に坪井智哉が、2学年下に今岡誠（現・今岡真訪）がいた。
3年生の時には、寺前正雄（北陽高等学校）・宮田正直（上宮高等学校）・後藤章浩（近畿大学附属高等学校）と共に「大阪のピッチャー四天王」と称された。ただし、甲子園出場はなし。
井元の勧めで亜細亜大学に進学後は、1年生から硬式野球部のエースとして活躍。同期生に沖原佳典、3年後輩に井端弘和らがいた。在学中には、東都大学1部リーグの公式戦で、通算54試合登板、23勝21敗、防御率3.22、234奪三振を記録。一時はプロ野球ドラフト会議の上位指名候補に挙げられたが、4年生（1994年）の秋に右肩の血行障害が生じたことから評価が急変。自身も秋季リーグ戦の登板はなくチームは最下位となる。入替戦では2年後輩の部坂俊之らと登板するも西口文也擁する立正大学に敗れ、亜大野球部の1部昇格以来初の2部降格で終える。同年のドラフト会議ではどの球団からも指名されず、右肩の手術を経て、卒業後に本田技研へ入社した。
本田技研への入社2年目に当たる1996年には、アトランタオリンピック野球日本代表との練習試合で、先発投手として5回を被安打1と好投した。この好投でエースの座をつかむと、補強の大塚晶文との両輪で第67回都市対抗野球大会でチームを優勝に導くとともに、橋戸賞（最優秀選手賞）を受賞。1996年度ドラフト会議で、当時の逆指名制度により、読売ジャイアンツから1位指名を受け入団。

### 巨人時代
1997年は主に中継ぎとしてチーム最多の57試合に登板。勝利数は1勝に留まったものの、セットアッパー、ストッパー、ロングリリーフ、敗戦処理、谷間の先発までを経験し、投球回数を上回る94奪三振を記録するなど、潜在能力の高さを示した。シーズン終了後には河原純一や原俊介と共にハワイのウィンターリーグへ派遣され、この時の経験からメジャーリーグへの挑戦を志すようになった。
1998年は開幕から中継ぎとして一軍に帯同したものの調子が上がらず、6月下旬には二軍へ降格。しかし、先発ローテーションを担っていた趙成珉が故障で戦線を離脱したことから、7月29日の対ヤクルトスワローズ戦で一軍で自身2度目の先発登板。9回まで投げてから延長10回にチームが勝ち越したことによって先発での初勝利を挙げた。さらに、7月31日にエース格のバルビーノ・ガルベスが乱闘事件で出場停止処分を受けたことから先発ローテーションに定着。最終的に中継ぎで1勝(2敗)、先発では6勝負け無しと見事な成績を挙げた。さらに、11月6日に東京ドームで開かれた日米野球の親善試合・全米選抜対巨人戦で、巨人の投手として先発登板すると、同年のメジャーリーグ公式戦で66本塁打を記録したサミー・ソーサから2打席連続で三振を奪った。
1999年は兄・智がトレードで近鉄バファローズから移籍。巨人の球団史上初めて、現役選手として兄弟で在籍することになったため、スコアボードの表記が入来弟に改められた。しかし、祐作は自主トレーニングの初日に右足首を捻挫。先発ローテーションの一員として開幕を一軍で迎えたものの、捻挫の影響で一軍と二軍を何度も往復した。二軍では8月24日の千葉ロッテマリーンズ戦でイースタン・リーグ史上15人目のノーヒットノーランを達成したが、一軍では19試合の登板で1勝6敗に終わった。シーズン終了後には、右足首の靱帯が2本断裂していたことが判明したため、靱帯の修復手術を受けている。
2000年は右足首の手術を受けた影響で二軍生活が長く、一軍公式戦では7試合の登板に終わった。しかし、二軍調整中のガルベスや亜細亜大学時代の監督・内田俊雄からのアドバイスで「捕手目線による投球術」を確立。イースタン・リーグの公式戦では、8勝0敗という成績を残した。シーズン終了後、兄・智が球団からの戦力外通告を受け、ヤクルトへ移籍。祐作も一軍での登板機会を求めて、契約更改の際に他球団への移籍を直訴している。
2001年は本田技研時代のトレーナー・大森浩司に指導を仰ぎながら投球動作に関連したトレーニングを春季キャンプ前に敢行。下から上に浮き上がる「ライジングボール」の威力が増したうえに、ガルベスから教わったチェンジアップで投球に緩急を付けられるようになった。開幕一軍こそ逃したものの、桑田真澄の故障離脱を受け、4月12日の対中日ドラゴンズ戦（ナゴヤドーム）に先発。8回1/3を1失点に抑え、一軍では722日振りの勝ち星を挙げた。さらに、5月2日の中日戦で約3年振りの完投勝利をマークすると、5月8日の対広島東洋カープ戦では佐々岡真司と投げ合った末に一軍での初完封を記録した。前半戦で3連勝を含む8勝を挙げたことから、オールスターゲームには、セントラル・リーグの監督推薦選手として、7月20日の第1戦（福岡ドーム）に先発。2回裏途中で兄の智に交代したことで、オールスター史上初の「兄弟リレー」を実現した（尚、兄・智がヤクルトに在籍した二年間でシーズン中での兄弟対決の実現はなされなかった）。8月1日の対中日戦では、川上憲伸との投げ合いを制してシーズン2度目の完封勝利。シーズン通算では、チーム最多となる13勝を挙げるとともに、リーグトップの勝率を記録した。終盤には藤井秀悟（ヤクルト）との間で勝利数を争ったが、和田豊の引退試合になった10月1日の阪神タイガース戦（甲子園）で敗戦投手になったことから、1勝差で最多勝利のタイトルを逃した。また、当時はセントラル・リーグが最高勝率投手を表彰しなかったため、キャリアハイの成績を残しながらタイトルと無縁に終わった。
2002年は4月中旬に左足内転筋足の故障でわずか1か月ほどで戦線離脱。同年は規定投球回に到達できず5勝4敗に終わった。また、防御率は自己最高の3.05を記録したものの、クオリティ・スタートを満たした先発登板試合のうち7試合で勝ち星が付かなかった。7月25日の対阪神戦（甲子園）ではジョージ・アリアスへの投球が背後に大きく外れたことから乱闘に巻き込まれたあげく危険球で退場処分を受けた。2002年の日本シリーズでは第5戦に先発予定だったがチームが4連勝したため登板機会がなかった。
2003年は地元・宮崎で開催されたオープン戦の初戦に先発した際に右腿裏の肉離れで戦線離脱。翌シーズン以降の再起に向けて筋肉トレーニングで体重を8kg増やしたが、一・二軍ともに登板の機会はなかった。シーズン終了後の契約交渉では球団の方針で認めていなかった代理人交渉制度の利用を申し入れた。

### 日本ハム時代
2003年12月12日に、井出竜也との交換トレードで北海道日本ハムファイターズへ移籍。移籍交渉の際には代理人を通じて、ポスティングシステムによる2年後のメジャーリーグ球団への移籍を容認することを求めた。
2004年、1月の入団会見で、メジャーリーグへの挑戦を白紙に戻すことを表明。監督のトレイ・ヒルマンの方針でシーズンを通じてほぼ一軍に帯同した。しかし春季キャンプ中からイップスに見舞われた影響で、公式戦では11試合の登板で2勝4敗という成績にとどまった。シーズン終了後には、地元・宮崎で開催の教育リーグや、メキシコのウィンター・リーグへ参加している。メキシコでは亜細亜大学時代の後輩の養父鉄と同チームであった。
2005年、開幕を二軍で迎えたが、中継ぎ要員としてすぐに一軍へ昇格した。先発投手に故障や不調が相次いだ5月からは、先発ローテーションに定着。2003年に取り組んだトレーニングの効果で球速が5km/h近く上がったことや、前年のウィンター・リーグでツーシームを習得したことが功を奏した。7月17日の対東北楽天ゴールデンイーグルス戦では、勝利投手にならなかったものの、10回を1安打無失点に抑えたことからヒーローインタビューを受けている。8月13日の福岡ソフトバンクホークス戦では、杉内俊哉との投げ合いの末に、一軍では3年振りの完封勝利を達成。その結果、シーズン通算で勝ち運に恵まれず勝敗は6勝7敗の成績だったが、チームトップの防御率3.35を記録した。

### メッツ傘下時代
2005年のシーズン終了後に、改めてメジャーリーグへの挑戦を表明した。日本ハムは当初、入来を自由契約にしたうえで、2年契約・年俸総額2億円（推定）という条件で残留を打診。しかし最終的には入来の意思を尊重する格好で、ポスティングシステムの利用を容認して申請したが、入札球団は現れなかった。
その後、独自に入団交渉を進め2006年 1月中旬にニューヨーク・メッツとの間でメジャー契約で合意した。春季キャンプでメジャーリーグの開幕40人枠に残れなかったため、4月20日に同球団とマイナー契約を締結したうえで、傘下球団のノーフォーク・タイズ（3A）に所属。チームメイトには、ホセ・リマ、ヒース・ベル、ラスティングス・ミレッジ、オーランド・ロマンなどがいた。しかし、サプリが禁止薬物にあたるとして、同月28日には50試合の出場停止処分を受けた。マイナーリーグにおける日本人選手の薬物違反による出場停止処分は、2005年2月に2Aバーミンガムへ所属していた養父鐵以来2例目。6月に復帰してからは、3Aの公式戦19試合に登板。4勝8敗、防御率4.70という成績で、メジャーへの昇格を果たせないまま、11月5日にメッツとの契約を解除された。なお、シーズン終了後には、FA権の行使を申請。その一方で、ベネズエラのウィンター・リーグへ参加した。

### ブルージェイズ傘下時代
2007年、トロント・ブルージェイズのエクステンデッド・キャンプで入団テストに合格したことから、3月31日に同球団とマイナー契約を締結したうえで、傘下球団のダニーデン・ブルージェイズ（A+）に所属。シーズン初登板になった5月9日の対パームビーチ・カージナルス戦では、先発で4回2/3を投げ、4安打4失点という結果に終わった。5月14日のタンパ・ヤンキース戦でシーズン初勝利を挙げると、同月18日にはニューハンプシャー・フィッシャーキャッツ（2A）への昇格を経て、翌日に2A初先発。6月20日にシラキュース・スカイチーフス（3A）へ昇格すると、翌日には先発登板を果たした。しかし、その試合の投球中に右腕の肉離れを起こした影響で、7月にはニューハンプシャーへ降格。メジャーリーグでの登板が叶わないまま、8月に契約を解除された。

### 横浜時代
2007年10月に、横浜ベイスターズとオリックス・バファローズの入団テストを受験。横浜のテストに合格したため、3年ぶりのNPB復帰を果たした。

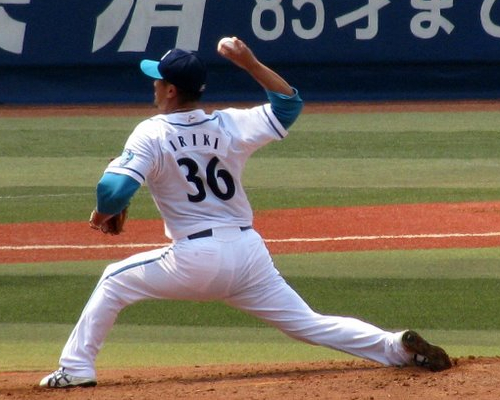
横浜時代
（2008年9月13日 横浜スタジアム）

2008年には、先発要員として調整していた春季キャンプで、再び右腕の肉離れが発生。中継ぎ要員として開幕を一軍で迎えたものの、公式戦では3試合の登板で、0勝0敗、防御率8.53に終わった。10月1日に球団から戦力外通告を受け、現役引退を表明。

### 現役引退後
2008年12月に、チームサポーターとして横浜球団と契約。打撃投手を1年間務めた後に、2010年から2012年夏まで二軍の用具係、2012年秋から2014年秋まで一軍の用具係を担当した。
2014年、「BOSS レインボーマウンテンブレンド」（サントリー）のテレビCM「宇宙人ジョーンズの地球調査シリーズ」第41弾『用具係篇』（4月22日から放送）に、「用具係 入来祐作」として出演。DeNAのホーム用ユニフォーム姿で、俳優のトミー・リー・ジョーンズ（宇宙人ジョーンズ役）および菅谷哲也（若手投手役）と共演。また、スポーツ選手に密着するミニドキュメンタリー番組『みらいのつくりかた』（テレビ東京）に出演（5月22日放送分）。8月29日、自身の半生を綴った著書『用具係 入来祐作 〜僕には野球しかない〜』が講談社から発売。
2015年、巨人・横浜で同僚だった工藤公康の監督就任に伴い福岡ソフトバンクホークスの三軍投手コーチへ就任。7年ぶりの現場復帰を果たす。2016年、二軍投手コーチに異動。2017年、三軍投手コーチに再配置。2018年、三軍投手コーチ続投。2019年、三軍投手コーチ続投。
2019年10月7日、年内でのソフトバンク退団が発表された。
11月18日、同月30日にワールドトライアウト社が主催・開催する「ワールドトライアウト2019」にコーチとして参加することが発表された。
12月27日、翌2020年はソフトバンク球団の野球振興部に所属し、小学6年生から中学生までの「野球塾(ホークスジュニアアカデミー)」を担当することが発表された。同時に福岡ソフトバンクホークスジュニアのコーチに就任。

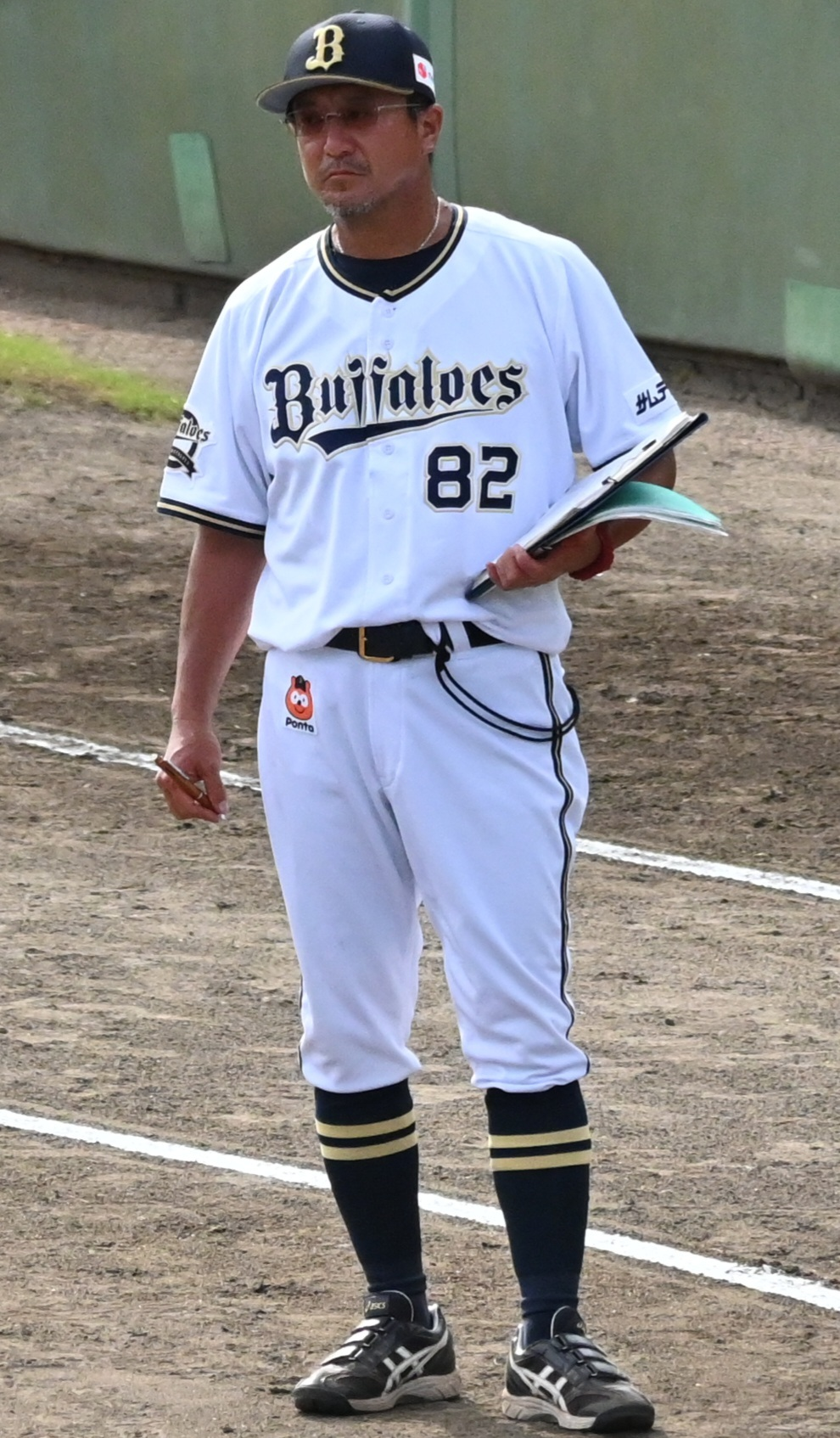
オリックスコーチ時代
（2022年7月30日富田林バファローズスタジアム）

2020年11月26日、翌2021年よりオリックス・バファローズの投手コーチに就任することが発表された。当初は二軍投手コーチに就任するとされたが、後にチームがコーチにおける一軍・二軍の区別をなくしたため、役職は「投手コーチ」となった。ホークスジュニアアカデミーコーチは、2020年大会まで務めた。
2022年もオリックス投手コーチを続投、主に二軍投手を担当。
2023年、オリックス投手コーチを続投。2月3日、春季キャンプ中の宮崎市内で、2002年に甲子園で大乱闘を繰り広げた元阪神のジョージ・アリアスと、乱闘以来21年ぶりに再会したことを自身のInstagramで報告。この年限りでオリックスを退団、2024年よりDeNAの二軍チーフ投手コーチに就任することとなった。用具係時代の2014年以来10年ぶりのDeNA復帰となる。
2024年、DeNA二軍チーフ投手コーチ。イップスに陥っていた京山将弥を、自身もバッティングピッチャーの際にイップスになった経験を踏まえて指導し、京山は2024年6月2日に608日ぶりの一軍登板を果たし、シーズンを通じては中継ぎとして23試合に登板し、2勝1敗、防御率2.01、5ホールドの成績を残した。
2025年、DeNAに引き続き在籍し、二軍投手コーチ兼アシスタント投手コーディネーター兼投手コーチ。

## 選手としての特徴
プロ野球の投手としては小柄だが、躍動感のある投球フォームと緩急を生かした投球が持ち味で、投球の際に気持ちを前面に出す。巨人での現役時代には、アリアスに対する危険球などから、「ケンカ投法」というイメージを持たれることが多かった。

## エピソード
- 亜細亜大学4年生の秋には、右肩血行障害の手術を受けていた影響で、チームがリーグ戦を最下位で終了。入来は治療中の身でありながら、西口文也のいた立正大学（2部優勝）との入れ替え戦で急遽実戦に復帰した。しかしチームは2部に降格、入来も入れ替え戦後に2度目の手術を受けた[3]。
- 巨人時代に危険球で退場処分を受けた阪神戦（前述）では、ジョージ・アリアスの抗議に対して、思わず両手で自分の胸を叩くジェスチャーを見せた。この行為に激怒したアリアスはマウンドに突進。祐作を片腕で抱え込みながら殴打したため、両軍入り乱れての大乱闘に発展した。その結果、アリアスも暴力行為で退場処分を受けた[9]。
- NPBへの復帰を果たした2008年には、TBSテレビが3月14日の『バース・デイ』で、入来祐作35歳 瀬戸際に立った男の挑戦」と題したドキュメンタリーを放送。オリックスと横浜の入団テストに挑む入来の姿を紹介した。また、『週刊ベースボール』5月5日号の連載特集「週ベ・ドキュメンタリー 野球浪漫2008 白球入魂 ―男たちのドラマ―」では、入来自身がメジャー挑戦2年間の苦闘を語っている。
- 兄・智は、2004年に現役を引退してから、地元の宮崎に戻って飲食店の経営で苦労していた。その姿を見た入来は、「野球以外の仕事へ行ったら自分の人生は無くなる」と思ったことから、戦力外通告の直後から横浜のフロントに球団関連の仕事の斡旋を打診[42]。その一方で、PL学園高校の先輩（桑田・宮本・金石昭人・柳川明弘）などに引退後の進路を相談している。野球界に残れない場合には、本田技研でも先輩に当たる柳川の勧めで、同社関連の工場に勤務することを視野に入れていた[16]。
- 横浜のチームサポーターとして打撃投手に転じた直後は、亜細亜大学時代に患った血行障害の後遺症や、「打者が打ちやすい球を投げなければいけない」というプレッシャーからイップスに陥っていた。先輩に当たるベテラン選手から「打撃投手失格」という烙印を押されるほどにまでストライクが入らなくなったため、「『いよいよ野球から離れるしかないか』と腹をくくった」という[42][43]。しかし、先輩サポーター・有働克也の几帳面な仕事振りや、「とにかく謙虚であろう」という桑田からの忠告を励みにイップスを克服。2009年のシーズン中盤には、打者から不満が出ない程度にまで制球力を回復した[43]。ちなみに、有働も入来と同じく、2015年から横浜の二軍投手コーチとして初めての指導者生活に臨んでいる。
- DeNA一軍用具係時代の2013年・2014年には、奄美大島での秋季キャンプ中に、グラウンド近くを流れる川でエビやウナギを捕獲[44]。「ネーチャー入来」と称されるほどの腕前[45]や、球団が100枚限定で生産した「うなぎTシャツ」が即日完売するほどの人気[46]でスポーツ紙を賑わせていた。ちなみに入来は、「小学校に入る前から、父に連れられて、兄弟揃って実家近くの山で遊んでいた。キャンプ地の近くの川でエビやウナギを獲れることを、地元の居酒屋で聞いて、つい昔の血が騒いだ」と述懐している[2]。

### 兄・智の死
2023年2月10日、兄の入来智が宮崎県都城市の交差点で、車の出合いがしらの正面衝突により死去した。祐作には翌11日午前1時ごろ、電話で一報が入る。そのまま宮崎市内から都城に急行、同日よりオリックス春季キャンプから離脱。智と最後に会ったのは母の墓参をした1月31日だった。葬儀では親族代表挨拶を務め、火葬場では「行くぞ！」と叫び送り出した。16日、自身のSNSを更新、心情を綴った。

## 詳細情報

### 年度別投手成績
| 年 度     | 球 団     | 登 板 | 先 発 | 完 投 | 完 封 | 無 四 球 | 勝 利 | 敗 戦 | セ 丨 ブ | ホ 丨 ル ド | 勝 率 | 打 者 | 投 球 回 | 被 安 打 | 被 本 塁 打 | 与 四 球 | 敬 遠 | 与 死 球 | 奪 三 振 | 暴 投 | ボ 丨 ク | 失 点 | 自 責 点 | 防 御 率 | W H I P |
| --------- | --------- | ----- | ----- | ----- | ----- | -------- | ----- | ----- | -------- | ----------- | ----- | ----- | -------- | -------- | ----------- | -------- | ----- | -------- | -------- | ----- | -------- | ----- | -------- | -------- | ------- |
| 1997      | 巨人      | 57    | 1     | 0     | 0     | 0        | 1     | 6     | 2        | --          | .143  | 368   | 90.0     | 64       | 9           | 37       | 3     | 5        | 94       | 2     | 0        | 31    | 31       | 3.10     | 1.12    |
| 1998      | 巨人      | 30    | 11    | 1     | 0     | 0        | 7     | 2     | 0        | --          | .778  | 397   | 98.0     | 70       | 9           | 38       | 1     | 2        | 99       | 1     | 0        | 39    | 39       | 3.58     | 1.10    |
| 1999      | 巨人      | 31    | 12    | 0     | 0     | 0        | 1     | 6     | 0        | --          | .143  | 355   | 79.2     | 97       | 16          | 32       | 4     | 1        | 57       | 2     | 0        | 42    | 40       | 4.52     | 1.62    |
| 2000      | 巨人      | 7     | 2     | 0     | 0     | 0        | 0     | 2     | 0        | --          | .000  | 75    | 16.1     | 20       | 3           | 7        | 1     | 0        | 10       | 2     | 0        | 8     | 7        | 3.86     | 1.65    |
| 2001      | 巨人      | 27    | 26    | 5     | 2     | 0        | 13    | 4     | 1        | --          | .765  | 677   | 162.1    | 143      | 19          | 58       | 1     | 2        | 137      | 2     | 0        | 68    | 67       | 3.71     | 1.24    |
| 2002      | 巨人      | 21    | 18    | 1     | 1     | 0        | 5     | 4     | 0        | --          | .556  | 538   | 133.0    | 120      | 13          | 26       | 0     | 5        | 115      | 1     | 0        | 51    | 45       | 3.05     | 1.10    |
| 2004      | 日本ハム  | 11    | 10    | 0     | 0     | 0        | 2     | 4     | 0        | --          | .333  | 219   | 45.0     | 57       | 8           | 32       | 0     | 2        | 38       | 2     | 0        | 40    | 36       | 7.20     | 1.98    |
| 2005      | 日本ハム  | 28    | 20    | 2     | 1     | 0        | 6     | 7     | 0        | 0           | .462  | 658   | 150.2    | 147      | 16          | 65       | 2     | 8        | 122      | 3     | 0        | 70    | 56       | 3.35     | 1.41    |
| 2008      | 横浜      | 3     | 0     | 0     | 0     | 0        | 0     | 0     | 0        | 0           | ----  | 30    | 6.1      | 7        | 0           | 2        | 0     | 2        | 2        | 0     | 0        | 6     | 6        | 8.53     | 1.42    |
| 通算：9年 | 通算：9年 | 215   | 100   | 9     | 4     | 0        | 35    | 35    | 3        | 0           | .500  | 3317  | 781.1    | 725      | 93          | 297      | 12    | 27       | 674      | 15    | 0        | 355   | 327      | 3.77     | 1.30    |

- 各年度の太字はリーグ最高

### タイトル
- 最高勝率：1回（2001年）※当時連盟表彰なし。セントラル・リーグでは、1972年までと2013年以降表彰

### 表彰
- 出身地別東西対抗戦優秀選手：1回（2001年）

### 記録
初記録
- 初登板：1997年4月8日、対中日ドラゴンズ1回戦（東京ドーム）、5回表1死に2番手で救援登板、1回2/3を無失点
- 初奪三振：同上、6回表に中村武志から
- 初先発：1997年5月3日、対横浜ベイスターズ3回戦（横浜スタジアム）、4回1/3を2失点
- 初セーブ：1997年6月28日、対中日ドラゴンズ13回戦（ナゴヤドーム）、9回裏1死に5番手で救援登板・完了、2/3回無失点
- 初勝利：1997年8月23日、対横浜ベイスターズ21回戦（横浜スタジアム）、6回裏に3番手で救援登板、2回無失点
- 初先発勝利：1998年7月29日、対ヤクルトスワローズ22回戦（明治神宮野球場）、9回無失点
- 初完投勝利：1998年9月22日、対広島東洋カープ23回戦（広島市民球場）、9回1失点
- 初完封勝利：2001年5月8日、対広島東洋カープ7回戦（広島市民球場）

その他の記録
- オールスターゲーム出場：1回（2001年）

### 背番号
- 20（1997年 - 2003年）
- 49（2004年 - 2005年）
- 36（2008年）
- 107（2009年 - 2010年）
- 99（2015年 - 2019年）
- 82（2021年 - 2023年）
- 88（2024年 - ）

### 代表歴
- 2015年アジアウインターベースボールリーグ：NPB選抜・投手コーチ

## 関連情報

### 出演

#### テレビCM
- サントリー BOSS レインボーマウンテンブレンド「用具係」編（2014年）

### 著書
- 『用具係 入来祐作 〜僕には野球しかない〜』（講談社、2014年8月29日初版刊行、ISBN 978-4062190558）